# Raymond Candlish Queree
Raymond Candlish Queree, novozelandski general, * 28. junij 1909, Christchurch, † 18. oktober 1975, Wellington.
Med letoma 1965 in 1970 je bil direktor Civilne zaščite Nove Zelandije.